# Euthypoda bicolor
Euthypoda bicolor är en insektsart som först beskrevs av Bolívar, I. 1893.  Euthypoda bicolor ingår i släktet Euthypoda och familjen vårtbitare. Inga underarter finns listade i Catalogue of Life.